# Spinus uropygialis

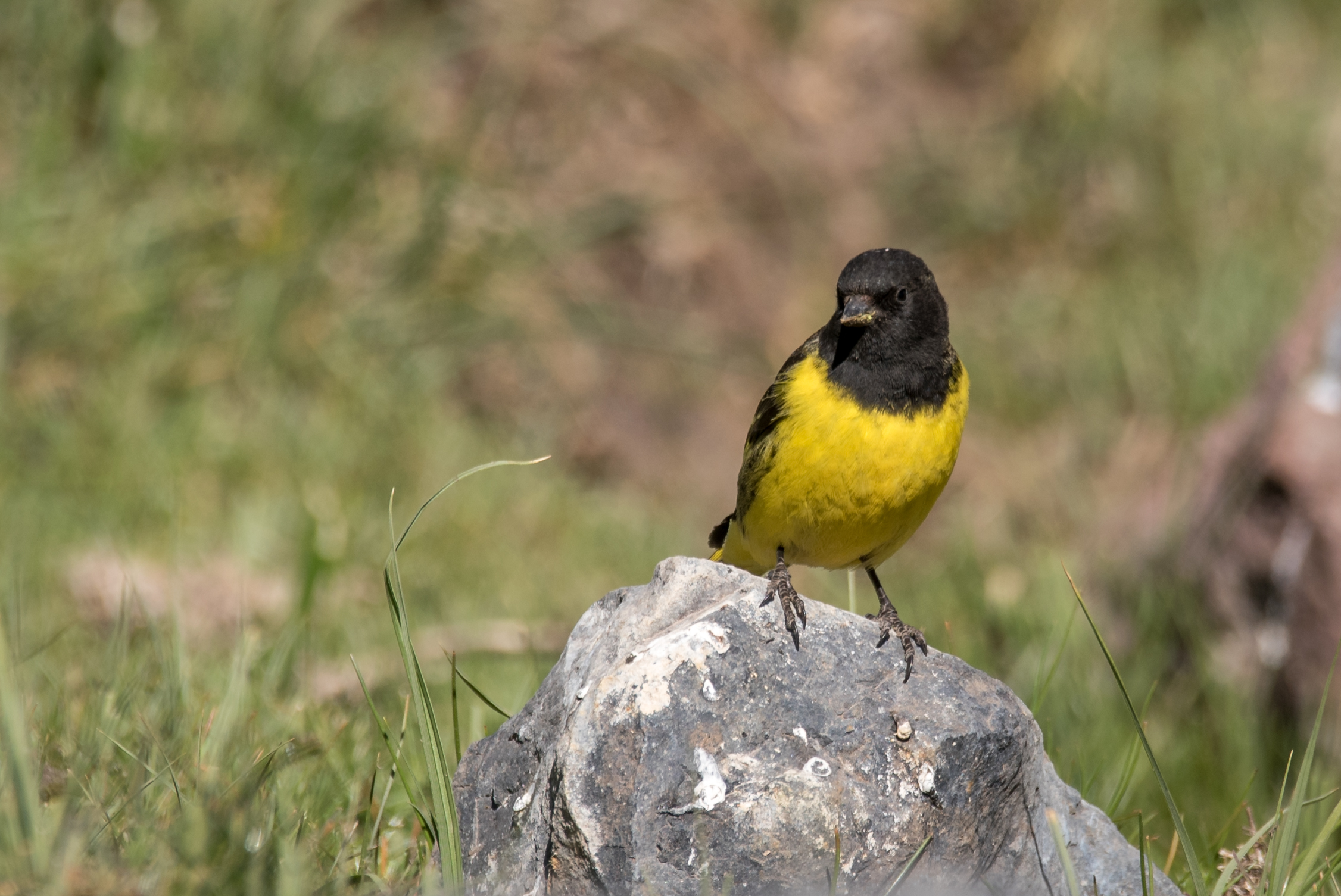
Individuo sobre una roca

El jilguero cordillerano o cabecitanegra andino (Spinus uropygialis) es una especie de ave paseriforme de la familia Fringillidae propia de las montañas del oeste de América del Sur. 

## Distribución y hábitat
Se encuentra en los Andes de Argentina, Bolivia, Chile y Perú.
Sus hábitat natural son los bosques húmedos de montañas tropicales y subtropicales y los matorrales de gran altitud.